# Peniculus calamus
Peniculus calamus är en kräftdjursart som beskrevs av von Nordmann 1864. Peniculus calamus ingår i släktet Peniculus och familjen Pennellidae. Inga underarter finns listade i Catalogue of Life.